# 入侵者 (新加坡电视剧)
《入侵者》，哇哇映画制作公司时装电视剧，由李铭顺、范文芳、江俊翰、徐彬领衔主演。為了宣傳此剧共分为三个部分：前传、前传电视电影版及電視劇以吸引更多的观众。前传将在2月6日起，每逢星期二及星期五在新传媒网络平台Toggle播放；电视电影版前传则在3月11日，晚上7时在新传媒电视8频道播出；后传则从3月12日起，每逢星期一至五在新传媒电视8频道播出。此剧为哇哇映画10周年重头剧，亦是李铭顺和范文芳继《无炎的爱》之后相隔14年再度合演本地剧。

## 故事概要
讲述一个穷人和富豪身份调换的故事……
事业本一帆风顺的杨立威（李铭顺 饰演）被好友陈顺天（江俊翰 饰演）出卖，更发现原来自己的未婚妻爱玲（林慧玲 饰演）是顺天放在自己身边的线人，怀着恨意的他刺伤了顺天。过后他上了邮轮，被一位贵人李锐明（李铭顺 分饰）阻止了他轻生的念头。锐明同情立威，两人一见如故，巧的是锐明和立威无论身型还是样貌，都极为相似。锐明还答应立威，会帮他解决财务危机。立威以为自己的命运即将改变，但邮轮却在公海误触暗礁，船上数百乘客与工作人员葬身公海。立威大难不死，被东帝汶的救难船队救起。救难人员误会立威是失联的富豪李锐明。立威决定冒充李锐明，他装受伤后失忆，成功地骗了锐明的太太王思婷（范文芳饰演）。修养了一个月之后，立威跟着思婷回家。锐明的两个子女，长子李子健（徐彬 饰演）和次女李嘉文（沈佳玉 饰演）面对死而复生的父亲却出乎意料的冷淡。
立威取代了锐明，开始他的富豪生活，只可惜好日子持续不了多久，立威的美梦就粉粹了。锐明的弟弟李锐杰（林明伦 饰演）利用思婷来揭发锐明亏空公款的事实，董事局一致决定，逼立威在时限内交回挪用的款项。 立威被逼离开公司，不但背负巨债，还面临坐牢的危机。 立威失去一切，和家人甚至连住的地方都没着落。 没想到此时思婷竟主动拿出积蓄和变卖与锐明联名的房产，帮助立威还清债务。立威内心感动，决定收拾心情，与思婷一起努力打拼。立威的改变也打动了孩子们，一家人虽挤在三房组屋，却感觉到浓浓的温暖。 立威发现自己爱上了思婷，并跟孩子们建立起了密不可分的情感。
锐明的情妇梁乔恩（廖奕琁 饰演）把立威当成锐明，并和他纠缠不清，立威只好果断拒绝她，乔恩扬言绝不善罢甘休。于是她决定勾引子健，让子健爱上自己，玩弄他的感情，借此报复锐明。立威和思婷得知子健和乔恩在一起后，两人极力反对他们的恋情，奈何子健却已经深深地爱上乔恩。锐杰得知此事后，故意告诉子健他们反对他和乔恩的恋情其实是因为乔恩曾经是锐明的情妇。子健得知真相后愤然地和父母翻脸。嘉文一直想成为一名演员，原本她已经在出演着一部电影，然而锐杰特地抽起她的角色，并诬赖是立威和思婷要他这么做的，令嘉文和他们大吵一架，嘉文甚至扬言要和他们断绝关系。嘉文情绪低落，幸好有好友刘耀强（张顺源 饰演）一直陪在她的身边。嘉文不知道，其实耀强一直暗恋着自己。后来在一次意外中，耀强为了救嘉文而伤到了脊椎导致下半身瘫痪，耀强接受不了事实而崩溃，嘉文在此时才发现原来自己早已爱上了耀强……
锐明和锐杰的父亲李建廷（朱厚任 饰演）患有老人痴呆，但其实他没有痴呆，这一切都是伪装的。锐杰以为建廷真的痴呆，于是他把大老板的犯罪证据藏在建廷家里，顺天早已得知建廷是在装老人痴呆，并绑架了他想找出锐杰的犯罪证据。原来这一切都是顺天的计谋，从他开始接近立威，这一切都是他的布局，目的就是要向建廷报仇，为母亲讨回公道……
纸终究包不住火，顺天再度出现在立威的面前，他更指使爱玲接近立威，企图揭发立威的真实身份。而此时锐明竟大难不死，出现在立威面前。立威不甘自己辛苦耕耘的一切被锐明夺走，于是他决定杀了锐明，因为这样他才可以完完全全地取代锐明……
立威因贪念入侵一个陌生的家庭，没想到却在过程中与思婷和孩子们建立起比真实家人还要亲的情感，当真相被纰漏之后，他是否还能跟思婷和孩子们在一起？

## 播出时间
以下时间以当地时间（新加坡时间）为准

### 首播
| 频道/影音       | 所在地   | 播出日期      | 播出时间                |
| --------------- | -------- | ------------- | ----------------------- |
| 前传            |          |               |                         |
| Toggle          | 新加坡   | 2018年2月6日  | 星期二至五上架          |
| Tonton          | 马来西亚 | 2018年2月6日  | 星期二至五上架          |
| dimsum          | 马来西亚 | 2018年2月6日  | 星期二至五上架          |
| 前传-电视电影版 |          |               |                         |
| 8频道           | 新加坡   | 2018年3月11日 | 星期日19:00播出         |
| 八度空间        | 马来西亚 | 2018年4月1日  | 星期日22:30播出         |
| 腾讯视频        | 中国     | 2018年3月12日 | 同步推出                |
| 正传            |          |               |                         |
| 8频道           | 新加坡   | 2018年3月12日 | 星期一至五21:00播出     |
| Toggle          | 新加坡   | 2018年3月12日 | 星期一至五上架          |
| Tonton          | 马来西亚 | 2018年3月12日 | 星期一至五上架          |
| dimsum          | 马来西亚 | 2018年3月12日 | 星期一至五上架          |
| 八度空间        | 马来西亚 | 2018年4月3日  | 星期一至四21:30播出     |
| 腾讯视频        | 中国     | 2018年3月12日 | 星期一至五20:00更新一集 |

## 角色简介
| 演员                | 角色   | 介绍 |
| 李銘順              | 楊立威 | 原名楊祥威，是在一家投資公司當投資經紀。因母親生了重病而需要龐大的醫藥費治療，工作外也兼差，私下也向高利貸借錢。靜儀在同一間醫院當護士，意外與她結識，久後生了感情並結婚。可惜遭命運悲慘的捉弄，讓他同時失去母親、妻子及未出生的兒子，認為自己已失去活下去的意義，而起了輕生的念頭。在此時受到順天的幫助，改名又改命，讓自己起死回生，在順天的指導下創業、投資，在短短的一年間賺到人生第一桶金。雖然立威已將過去的自己棄捨，但母親及妻兒往往忘不了。立威在酒吧認識了愛玲，與她一見如故，日後發覺自己已喜歡上她，並向她求婚。已依賴順天兩年的立威發現自己沒了他就彷彿事事不順，因此對他非常信賴，也因此在毫不知情下被他陷害，並發現愛玲是順天派在自己身邊取得情資的間諜，心念充滿怨恨，向順天桶一刀，意向將他殺害。立威沮喪上郵輪又有了自殺的想法，但卻在此時遇見與自己長得一模一樣的李銳明。銳明答應幫助立威解困，立威便認為自己的命運即將改變。郵輪意外沈落公海，救生後被醫護人員誤認自己為李銳明，立威覬覦銳明的財產，順勢代替銳明，進入他的人生。立威發現銳明雖然事業上很成功，但在私人感情上非常失敗，替銳明彌補他的家人。沒想到不久後自己會替銳明背挪用公款的黑鍋而破產，再次活著窮困潦倒的生活，但從中得到一個溫暖的家庭。銳明歸國後，決定向警方自首，並已「楊立威」的身分重新面對新得來的家人。 |
| 李銘順              | 李銳明 | 誠廷地產總裁，思婷的丈夫。知道父親在外有個私生子順天，並想推卸責任後，主動收留、照顧他。對思婷一見鍾情，與她白手起家，並養育子健、嘉文兩個孩子。功成名就了後在感情路開始出軌，情婦比比皆是，不但忘記對思婷當初的約束，還忽略對孩子們的關懷，使自己和家人的感情越來越疏遠。和某位女人的親密被記者拍到後再被他勒索，與記者爭執時不小心將他殺害。為了逃罪，銳明和順天計劃改造立威，在適當時機讓他成為自己的替身。兩年後，屍體被人發現，在郵輪與立威初次見面，決定開始換身分的計畫。沒想到郵輪意外沈落公海，被泰國漁民救起後，在宮廟療養。甦醒初時全身癱瘓，認為是自己過去的所措所為遭來的報應。銳明受一位高僧的照顧，逐漸恢復體能，並知道立威已經順利代替自己的身分，決定留在高僧的身邊，但因後者「要走完自己的路」的勸告，決定回國面對法律的制裁。看見順天不穩定的情緒，想阻止他殺害立威，卻因順天的急躁，被他捅亡。 |
| 范文芳              | 王思婷 | 婦女會主席，銳明的妻子。昔日對銳明一見鍾情，與他白手起家，並養育子健、嘉文兩個孩子。思婷把銳明當作她的天，處處為他設想，連知道銳明對情不忠也選擇默默忍受。雖然案下不實，思婷常常在婦女會上擺出一家恩愛的模樣，奉勸「正面思考」的概念。在夜店飲酒澆愁時認識一位伸手提供殺害銳明的男生，思婷在酒醉下選擇買凶，解決痛苦。看見「銳明」船難後的改變而後悔當初的決定，決定放下過去，並在家庭因銳傑的陷害後遇到困難，願意賣掉自己的資產替立威假扮的銳明還清債務，與他重新開始。發現銳傑想殺害自己和嘉文後，與銳傑對峙意外墜落海，被立威救起後發現他不是銳明，因为真正的锐明是不会游泳的。起初對立威不諒解，但回想之後，發現自己其實已愛上了立威。銳明身亡後，替他照顧順天，並告知孩子們所有的事實。 |
| 江俊翰              | 陳順天 | 建廷私生子，銳明、銳傑的弟弟，為能聰明睿知，通達風水命理。幼時看到建廷對生重病的母親無情而對他產生怨恨，母親身亡後由銳明照顧，把他當作唯一的家人，甚至看他比自己的生命更重要。銳明意外殺記者後，與他計劃改造立威，在適當時機讓立威代替銳明頂罪。順天在立威最落魄時讓他體會富貴人家的生活，教他銳明的處事和態度。得知銳明遭船難失蹤後，決定順勢，利用立威已代替銳明的生活，向建廷開始報復，並取得銳傑的犯罪證據。因害死建廷成為通緝犯，並和銳明的團圓，搗亂了自己平常沉著穩定，臨事不亂的態度。完成當初的計畫只剩下殺害立威，但因自己繚亂的情緒，親手奪了至親的生命。 |
| 林明倫              | 李銳傑 | 誠廷地產經理，銳明的弟弟。與銳明的感情不佳，但在父親建廷集大嫂思婷面前裝和。嫉妒銳明在建廷心目中的地位，且暗戀思婷，私底下想盡辦法陷害他，安排喬恩在銳明的身邊當間諜，故意慫恿思婷跟銳明反目，並安排殺手與思婷接洽。事後發現思婷有銳明挪用公款的證據，決定利用她拉銳明下台，在誠廷地產董事會上揭開此事，並向黑道借錢價買下銳明的股份，自己當總裁。再來因被債主所逼，不得已開一間電影公司替他洗錢，最後被警方逮捕。 |
| 沈佳玉              | 李嘉文 | 銳明、思婷么女，擁有明星夢。因自己父親是個有錢人而嬌氣任性、愛面子，認為所有的困難都能用金錢解套，甚至連銳明對自己的忽略，只要有他金錢的支助，就可以不追究。立威船難後假扮的銳明後，對他冷淡，並對他「失憶」的理由一不感興，直到一家破產後受到立威的關心才真正體會到父愛。因銳傑開了電影公司被他找上，答應當他新電影的女二，不知自己已成為替銳傑洗錢的工具。被銳傑謀害當時因耀強拯救大難不死，而得知銳傑的真面目。 |
| 徐彬                | 李子健 | 銳明、思婷長子，對科技伶俐聰敏，不擅交際。雖然自己感受不到銳明對自己的關懷，但總是相信銳明是為了家人好而忙碌，從來都不埋怨。知道立威假扮的銳明大難不死卻「失憶」後，是銳明唯一一個家人願意幫助他恢復記憶。被銳明說服後決定到公司上班，因此和喬恩相遇，對她一見鍾情，為了她改變自己宅男的態度，決定認真奮鬥。被銳傑告知父母反對自己和喬恩交往是因為喬恩是銳明玩過的女人後，輕蔑父親的所作所為，並責怪母親的沈默。得知喬恩是為了報復銳明而玩弄自己的感情後，關閉自己。嘉文出事後，與思婷找出銳傑的罪證。 |
| 廖奕琁              | 梁喬恩 | 起初為銳傑安排在銳明的身邊監視他的一舉一動，後對銳明動了真情，背叛銳傑，成為銳明的情婦。與銳明挪用公款預備私奔，銳明卻遭郵輪沈沒的意外。看見立威假扮的銳明後想激起他們過去的記憶，但被他拒絕並分手。為了報復「銳明」，喬恩開始接近銳明的大兒子子健，玩弄他的感情。從立威口中得知他不是銳明，而真正的銳明在船難時已身亡，決定放手，與子健分手後離國。 |
| 張順源              | 劉耀強 | 戲劇道具組人員，志在當導演，暗戀嘉文，在她被導演責罵後失志時，主動關心她，鼓勵她堅持下去。一直想要向嘉文告白，但找不到適當時機說出口。在嘉文被銳傑陷害時毫無猶豫地衝出去救她，傷到自己的脊椎，下半身癱瘓。不想因嘉文的同情而得到她的感情，決定與父母返回加拿大，接受治療，但他承诺嘉文自己一定会恢复健康后回来，并且鼓励她继续追求演员之梦。 |
| 朱厚任              | 李建廷 | 誠廷地產創辦人，銳明、銳傑、順天的父親。因自己偏心袒護銳傑而使銳明不悅。昔日有一段婚外情而有了順天這個私生子，不但不跟他相忍，還冷酷地把他逼走。溺愛偏袒銳傑，使銳明對銳傑有所不滿，因此兄弟鬩牆。發現銳明的婚外情後不放心，決定跟蹤他，卻意外看見他殺了記者。順天為了保護銳明而打昏建廷，建廷醒後，為了保護自己和銳傑，決定裝傻。兩年後得知銳傑為了鬥贏銳明替黑幫洗錢，甚至去殺人，脫出偽裝，阻止銳傑、銳明繼續搏鬥，但心總是偏向銳傑，到死也要毀掉銳傑犯罪的證據。 |
| 林慧玲 （特別演出） | 張愛玲 | 酒廊調酒師，順天的女友。過去曾受繼父家暴，一度想將他給殺害，結束自己的痛苦，但後因順天出現而阻止。由順天的幫助後解悟，放下弒繼父的念頭，得知繼父遭意外身亡後，認為上天是公平的，惡有惡報，不是不報，而是時機未到。後被順天安排在立威的身邊當臥底，在立威失去一切後撤回順天的身邊。罹患胃癌末期，在暗中承受病魔苦痛，最後在順天的懷中離世。 |
| 郭舒賢 （特別演出） | 王靜儀 | 富有愛心的護士，因照顧立威的母親而與立威結識。性格貞懿賢淑，將每個病人視成自己的親人看待、照顧。與立威結婚後懷有他的孩子，但因自己很想擁有自己的孩子並不想讓立威擔心，選擇不讓他知道自己其實早已罹患系統性紅斑狼瘡症，與醫生一起隱瞞此事，卻在生產時出現併發症狀，孩子早夭，自己也逝世。 |

### 演员阵容

#### 杨家
| 演员   | 角色          | 介绍 |
| 梁明   | 周玉兰        | 杨立威之母 已过世 参见入侵者：前传 |
| 李铭顺 | 杨祥威/杨立威 | 原名杨祥威 王静仪之夫 陈顺天之好友，后遭其出卖而反目 张爱玲之未婚夫，后分手并反目 和李锐明长得一模一样 被误认为李锐明，并假扮其 于第1集刺伤陈顺天 于第1集认识李锐明，并发生船难 于第2集被救起，并被误认为李锐明 于第7集被李锐杰揭发李锐明曾挪用公款而被其抢走股份 于第16集为了让梁乔恩离开李子健而向其坦诚自己是杨立威而非李锐明 于第20集自首，最后出狱并以杨立威的身份与王思婷家人生活 参见入侵者：前传 相似人物:参见《天之骄女》中的高志龙 |
| 郭舒贤 | 王静仪        | 杨立威之亡妻 因难产而逝世 参见入侵者：前传 |

### 李家
| 演员   | 角色          | 介绍 |
| 朱厚任 | 李建廷        | 李锐明、李锐杰、李顺天之父 王思婷之家翁 李子健、李嘉文之爷爷 遭人袭击之后变得痴呆，实为假扮 因得知李锐杰的犯罪证据而决定装痴呆以暗中保护他 于第18集被陈顺天绑架 于第18集和陈顺天争夺李锐杰之犯罪证据而意外坠楼，后死亡 |
| 李铭顺 | 李锐明        | 李建廷之子 王思婷之夫 李锐杰、陈顺天之哥哥 李子健、李嘉文之父 梁乔恩、Monica之情夫 患有惧水症 和杨立威长得一模一样 因邮轮沉没而失踪，因而被杨立威假扮其身份 于第1集发生船难失踪，后被杨立威假冒其身份 于第19集回归 于第20集被陈顺天意外刺死 相似人物:参见《天之骄女》中的刘克群                                                                                              |
| 范文芳 | 王思婷        | 李锐明之妻 李子健、李嘉文之母 李建廷之媳妇 李锐杰之大嫂，并被其暗恋 梁乔恩之情敌 于第2集在喝醉后无心买凶杀害李锐明 于第7集被李锐杰利用借此揭穿李锐明亏空公款的事实 于第13集决定和李锐明（杨立威假扮）离婚 于第17集被李锐杰意外推下海，后被杨立威救起 于第18集发现杨立威假扮李锐明，后从其得知李锐明为了掩盖杀人罪名而找其当替死鬼 于第19集发现自己真心爱上杨立威而尝试挽留其 |
| 林明伦 | 李锐杰        | 李建廷之次子 李锐明之弟弟 王思婷之小舅子，并暗恋其 李子健、李嘉文之叔叔 于第7集利用王思婷揭穿李锐明亏空公款 于第19集因洗黑钱而被被逮捕 |
| 江俊翰 | 李顺天/陈顺天 | 小天 命理师 李建廷之私生子 李锐明、李锐杰之弟弟 杨立威之好友，后反目 张爱玲之男友，并指示其接近杨立威 于第1集被杨立威刺伤 于第18集绑架李建廷，并与其争夺李锐杰的犯罪证据而意外坠楼 于第20集误把李锐明当成杨立威而意外刺死其，之后进入精神病院 |
| 徐彬   | 李子健        | 李锐明、王思婷之子 李建廷之孙子 李锐杰、李顺天之侄子 李嘉文之哥哥 暗恋梁乔恩，后成为其之男友，被其玩弄感情以报复李锐明 于第13集得知梁乔恩曾是李锐明之情妇 于第16集得知梁乔恩接近自己的目的之后与其分手 于第20集得知杨立威真实身份，后接受其 |
| 沈佳玉 | 李嘉文        | 李锐明、王思婷之女 李建廷之孙女 李锐杰之侄女 李子健之妹妹 刘耀强之好友，并被其暗恋 间接导致刘耀强下半身瘫痪 于第10集离家出走 于第17集被李锐杰陷害而在拍摄时发生意外从高空坠落，后被刘耀强所救 于第20集得知杨立威真实身份，后接受其 |

### 其他角色
| 演员   | 角色   | 介绍 |
| 廖奕琁 | 梁乔恩 | 李锐明之情妇 王思婷之情敌 李子健之好友，后发现其身份而利用其来报复李锐明 被李锐杰安插在李锐明身边之间谍，后对李锐明动情而背叛李锐杰 为报复李锐明而接近李子健，并玩弄他的感情 于第10集和李子健交往 于第13集向李子健坦白自己曾是李锐明之情妇，借此挑破离间 于第15集假装患癌症以怂恿李子健抢劫 于第16集得知杨立威真实身份并非李锐明，并和李子健分手 |
| 张顺源 | 刘耀强 | 道具组 李嘉文之好友，并暗恋其 于第5集认识李嘉文 于第17集为了救李嘉文而伤到脊椎导致下半身瘫痪 于第19集苏醒，后与父母返回加拿大进行治疗 |
| 张信祥 | 姜老板 | 黑帮 雄财电影公司之总裁，实则利用电影公司来洗黑钱 李锐杰之生意伙伴，并逼迫其洗黑钱 于第7集借2千万给李锐杰，并与他互相勾结 于第12集因程天美得知李嘉文的片酬比自己高十倍而担心洗黑钱一事会被揭穿而派手下杀害其，并伪装成车祸意外 于第16集得知王思婷到办公室找证据而逼迫李锐杰对付李嘉文 于第19集因洗黑钱而被逮捕                                   |
| 胡佳嬑 | 程天美 | 阿姐 电影《生死之恋》之女主角 李嘉文之宿敌，并对其不满 于第9集接拍《生死之恋》 于第12集得知李嘉文的片酬比自己高十倍而罢拍电影，并要求李锐杰让自己看合约 于第12集被姜老板派手下杀害，并伪装成车祸意外 |

### 特别演出
| 演员   | 角色   | 介绍 |
| 郭舒贤 | 王静仪 | 杨立威之亡妻 因难产而逝世 参见入侵者：前传                                                                         |
| 林慧玲 | 张爱玲 | 杨立威之未婚妻，后分手并反目 陈顺天之女友，并被其指示接近杨立威 患有末期胃癌 于第14集因病发而逝世 参加入侵者：前传 |

## 电视剧歌曲
| 曲別   | 歌名           | 作曲                                                                      | 作詞                    | 演唱者              |
| 主题曲 | 说散就散       | 伍乐城                                                                    | 张楚翘                  | JC                  |
| 插曲一 | 我会一直想你   | 严晓蕾                                                                    | 姚若龙                  | 郭美美              |
| 插曲二 | 换我爱你       | 林倛玉/何维健                                                             | 张乐声                  | 何维健              |
| 插曲三 | 别说           | 金大洲                                                                    | 王雅君                  | JC                  |
| 插曲四 | 炸药           | 黄韵仁                                                                    | 管启源                  | 动力火车            |
| 插曲五 | Heartbeat 心跳 | Jeff Martens,Christopher Nissen,Jarah Gibson,Jesper Borgen,Morten Ristorp | Basto (英)，张乐声 (中) | Christopher、潘嘉丽 |

## 轶事
- 此剧为李铭顺及范文芳婚后首度合演本地剧，亦是两人继《无炎的爱》之后相隔14年再度合演本地剧。
- 此剧为2018年新传媒年头重头剧。
- 此剧为范文芳继《边缘父子》之后相隔7年再度接拍新传媒剧集。
- 此剧为台湾艺人江俊翰首度出演新加坡剧集。
- 此剧为台湾艺人廖奕琁继《来自水星的男人》和《美味下半场》之后再度接演新加坡剧集。
- 此剧为李铭顺相隔3年、范文芳相隔7年、林明伦相隔2年、郭舒贤相隔3年后再度演出新传媒剧集。
- 此剧为李铭顺和林慧玲继《破天网》相隔7年后再度合作。
- 此剧原定Astro 双星同步播出，但因为播映权的关系，最后换去八度空间首播。

## 獎項
| 2019 | 第25屆 紅星大獎2019 |            |        |                |      |
| 2019 | 第25屆 紅星大獎2019 | 最佳男主角 | 李銘順 | 楊立威／李銳明 | 提名 |
| 2019 | 第25屆 紅星大獎2019 | 最佳女主角 | 范文芳 | 王思婷         | 提名 |
| 2019 | 第25屆 紅星大獎2019 | 最佳男配角 | 徐彬   | 李子健         | 提名 |
| 2019 | 第25屆 紅星大獎2019 | 最佳新人   | 沈家玉 | 李嘉文         | 獲獎 |

## 电视节目的变迁
| 新加坡 新传媒8频道 星期一至五 21:00 - 22:00                             | 新加坡 新传媒8频道 星期一至五 21:00 - 22:00 | 新加坡 新传媒8频道 星期一至五 21:00 - 22:00 |
| ----------------------------------------------------------------------- | ------------------------------------------- | ------------------------------------------- |
|                                                                         | 入侵者 （2018年3月12日 - 2018年4月6日）     |                                             |
| 心·情 （2018年2月8日 - 2018年3月9日）                                   | 给我一百万 (2018年4月9日 - 2018年5月4日)    |                                             |
| 新加坡 新传媒8频道 星期一至五 17:30 - 18:30（若当日为公共假期暂停播映） |                                             |                                             |
| 西瓜甜不甜 （2019年7月3日 - 2019年7月30日）                             | 入侵者 （2019年7月31日－2019年8月28日）     | 天之骄子 （2019年8月29日-2019年9月25日）    |
| 星期六至日 16:30 - 18:30（重播）                                        |                                             |                                             |
| 祖先保佑2 （2021年10月10日-2021年11月13日）                             | 入侵者 （2021年11月14日－2021年12月18日）   | 警徽天职4 (2021年12月19日-2022年1月22日）   |

| 马来西亚 八度空间 星期一至四 21:30 - 22:30 | 马来西亚 八度空间 星期一至四 21:30 - 22:30 | 马来西亚 八度空间 星期一至四 21:30 - 22:30                |
| --- | ------------------------------------------ | --------------------------------------------------------- |
| | 入侵者 （2018年4月3日 - 2018年5月7日）     |                                                           |
| 爱屋吉屋 （2018年2月19日 - 2018年4月2日） | 假面II （2018年5月10日 - 2018年6月13日）   |                                                           |
| （重播）星期六至日 15:00 - 17:00 （两集连播）                                                                                                  |                                            |                                                           |
| 综艺玩很大 （星期六 15:00 - 17:00） （2018年12月22日 - 2019年8月31日） PRODUCE X 101 （星期日 15:00 - 17:00） （2019年6月16日 - 2019年9月1日） | 入侵者 （2019年9月7日 - 2019年10月6日）    | 千年来说对不起 (重播) （2019年10月12日 - 2019年11月13日） |